# 協奏曲第1番 (リース)
協奏曲第1番 ホ短調 作品24（きょうそうきょくだい1ばん ほたんちょう さくひん24、独: Konzert Nr. 1 für Violine und Orchester e-Moll op. 24）は、フェルディナント・リースが1810年に作曲したヴァイオリンとオーケストラのための協奏曲である。

## 概要
1810年12月15日に、リースの故郷であるボンにて初演が行われた。
長年、管弦楽パートが紛失していたが、ベルリン州立図書館でパートの写譜が発見された。

## 楽器編成
ヴァイオリン独奏、木管各2、ホルン2、トランペット2、ティンパニ、弦五部

## 楽曲構成
- 第1楽章：Allegro Non Troppo
- 第2楽章：Andante Quasi Larghetto
- 第3楽章：Rondo Allegro

演奏時間は約25分。